# کوچیا گورا
کوچیا گورا (به لهستانی:  Kocia Góra) یک روستا در لهستان است که در گمینا لودوین واقع شده‌است.